# Vallibonavenatrix
Vallibonavenatrix („lovkyně z Vallibona“) byl rod spinosauridního teropodního dinosaura, žijícího v období spodní křídy (geologický věk berrias, asi před 130 miliony let) na území současného Španělska (provincie Castellón, lokalita Vallibona).

## Popis
Fosilie tohoto dravého dinosaura střední velikosti byly objeveny v sedimentech souvrství Arcillas de Morella a mají podobu částečně dochované fosilní kostry. Formálně popsán byl v srpnu roku 2019.

## Zařazení
Fylogenetická analýza ukázala, že V. cani byl zástupcem čeledi Spinosauridae a byl pravděpodobně blíže příbuzný gondwanským rodům Spinosaurus, Irritator, Angaturama a asijskému taxonu Ichthyovenator než dalšímu západoevropskému rodu Baryonyx.